# Ак-Чишма (Бишмунчинское сельское поселение)
Ак-Чишма — деревня в Альметьевском районе  Республики Татарстан Российской Федерации. Входит в состав Бишмунчинского сельского поселения.

## Население
| 1938 | 1949 | 1958 | 1970 | 1979 | 1989 | 2000 |
| ---- | ---- | ---- | ---- | ---- | ---- | ---- |
| 181  | 185  | 150  | 139  | 101  | 26   | 11   |